# Hermann Hankel
Hermann Hankel, född 14 februari 1839 i Halle an der Saale, död 29 augusti 1873 i Schramberg, var en tysk matematiker, son till Wilhelm Gottlieb Hankel.
Hankel, som blev extra ordinarie professor i Leipzig 1867, professor i Erlangen samma år och i Tübingen 1869, rönte stort inflytande av Bernhard Riemann. Med Roch delade han hedern av att ha börjat så att säga popularisera Riemanns läror. I detta hänseende är hans arbete Die Eulerschen Integrale bei unbeschränkter Variabilität des Argumentes (1863) av vikt. Hans huvudarbete är Theorie der complexen Zahlensysteme (1867). Av hans tillämnade matematikens historia utkom endast ett fragment, Zur Geschichte der Mathematik im Alterthum und Mittelalter (1874). Ur hans arvedel utgavs Die Elemente der projektivischen Geometrie (1875).